# Cheng Shu
Cheng Shu (en chino: 成淑; Nantong, 11 de julio de 1987) es una deportista china que compitió en bádminton, en la modalidad de dobles.
Ganó dos medallas en el Campeonato Mundial de Bádminton, plata en 2009 y bronce en 2010.

## Palmarés internacional
| Campeonato Mundial | Campeonato Mundial | Campeonato Mundial | Campeonato Mundial |
| Año                | Lugar              | Medalla            | Prueba             |
| ------------------ | ------------------ | ------------------ | ------------------ |
| 2009               | Hyderabad (India)  | Medalla de plata   | Dobles             |
| 2010               | París (Francia)    | Medalla de bronce  | Dobles             |